# 格倫·貝里
格倫·貝里（英語：Glen Berry；1978年4月21日—）是英國的一位已經引退的演員。自1995年開始，他開始出演肥皂劇「倫敦橋」。1996年，他出演了同性戀題材電影「愈愛愈美麗」，並因此成名。此後他也出演過數部獨立電視台的電視劇。2003年，他退出演藝界。2008年時，他是一位汽車銷售經理。

## 外部連結
- 格倫·貝里在互联网电影资料库（IMDb）上的資料（英文）